# 小田原評定
小田原評定（おだわらひょうじょう）は、戦国大名の後北条氏における重臣会議のこと。月2回開かれ、諸事を決した行政機構である。

## 概要
相模国小田原城（現在の神奈川県小田原市）に本拠を構える戦国大名北条氏に仕える評定衆による合議政治の典型であり、五代にわたって家臣・国人の裏切りが皆無に近い後北条家の強さの裏付けと考えられている。
評定衆は家老クラスの奉行人・重臣による輪番制を採っていたとみられ、多くは印判状の奏者でもあったと推察できるが、詳細については不明である。

## 故事成語としての小田原評定
小田原合戦時のこと、戦術をめぐる評議における論争で、老臣松田憲秀は籠城を主張したのに対し、北条氏康の四男である北条氏邦は箱根に出撃する野戦を主張して意見が分かれ、また降伏に際しても仲介ルートの選択で結論が出るまで意見が分裂したと言われている通説である。
この故事から、現在では小田原評定という言葉は「長引くだけで、いつになっても結論の出ない会議や議論」という意味での比喩表現として使われる。
この故事の小田原評定は臨時評定であり、史料で確認できるものとしては、天保8年（1841年）成立の『改正三河後風土記』があり、前年天正17年11月付けの秀吉からの宣戦布告を受けての
1. 天正18年（1590年）1月 -「籠城」か「出撃」か。
2. 天正18年（1590年）6月 -「降伏」か「決戦」か。

であって、それぞれに大勢があって落着し、その後の仕儀になった。
一般的イメージや風説で流布しているような、いつまでも結論が出ないという意味での使用は、享保11年（1726年）成立の『関八州古戦録』で、19世紀初頭の小山田与清『松屋筆記』、『管窺武鑑（越後史集 上杉三代軍記集成）』などがあり、この三巻をもって故事のような通説が浸透していったとみられている。このような通説が成り立った理由として、戦国大名に強い独裁権があったとした上で、その滅亡の理由を、大名個人の性質によるものとする「滅亡の論理」の明解さを求める心理が根底にあるという説がある。